# Chino Darín
Pour les articles homonymes, voir Darin.
Ricardo Mario Darín, connu sous le nom Chino Darín, né le 14 janvier 1989 à San Nicolás de los Arroyos en Province de Buenos Aires, est un acteur, producteur de cinéma et présentateur de télévision argentin.

## Biographie

### Formation
Il naît le 14 janvier 1989 à San Nicolás de los Arroyos (province de Buenos Aires, Argentine). Il est le fils de l'acteur argentin Ricardo Darín et de Florencia Bas. Il a une sœur cadette nommée Clara Darín. Du côté de sa famille paternelle, il est le petit-fils de Ricardo Darín et Roxana Darín, acteurs de radio et de théâtre, neveu d'Alejandra Darín, actrice et directrice syndicale, et cousin de Fausto Bengoechea, acteur. Ses prénoms sont Ricardo en hommage à son grand-père paternel et Mario en hommage à son grand-père maternel.

## Carrière
Il a fait ses débuts en tant qu'acteur en 2010 dans la telenovela argentine réalisée par Martín Saban et produite par Pol-ka Producciones et Channel 13, Quelqu'un qui m'aime, où il a côtoyé des personnalités telles qu'Andrea del Boca, Osvaldo Laport et Miguel Ángel Rodríguez entre autres. Un an plus tard, en 2011, il fait une participation spéciale à la sitcom Pol-ka et Channel 13, Los Únicos, dans le rôle de Dante, et fait ses débuts au théâtre dans la pièce Los Kaplan d'Eva Halac.
En 2012, il fait ses débuts au cinéma aux côtés de Diego Peretti et Fernando Tejero, dans le film argentin-espagnol In Offside; là, son père Ricardo Darín est apparu dans un petit rôle non crédité. Cette même année, il est à nouveau convoqué par Pol-ka Producciones et Canal 13, pour rejoindre le casting stable de la deuxième saison de Los Únicos, où il incarne Marco Montacuarto.
En 2013, il a été convoqué pour la telenovela Farsantes de Pol-ka et Canal 13, où il a joué le fils du personnage de Julio Chávez ; la telenovela a duré jusqu'en 2014. De plus, en 2013, il a fait ses débuts en tant qu'animateur de télévision sur le programme ESPN Redes, avec Mariana Seligmann et Juan Marconi, sur ESPN2, un cycle qui a duré jusqu'en 2014.
En 2014, il joue dans le film Muerte en Buenos Aires, où il incarne l'agent "El Ganso", un jeune policier homosexuel des années 1980, et continue d'animer cette fois l'émission Circuito Argentina sur América TV.
En 2015, il a joué dans trois films : la comédie cinématographique Voley, réalisé par Martín Piroyansky, le thriller Pasaje de vida, réalisé par Diego Corsini et Uno mismo, une histoire intime, réalisé par Gabriel Arregui. De plus, à la télévision, il a fait des apparitions spéciales dans la sitcom Telefe Veuves et enfants du rock and roll et dans la série HBO El hypnotizador, avec Leonardo Sbaraglia. La même année, il joue dans la série Telefe Historia De un clan, réalisée par Luis Ortega. La série dépeint l'histoire vraie du Clan Puccio, une famille qui a kidnappé et assassiné des personnes au cours des dernières années de la dernière dictature civilo-militaire argentine. Là, il a joué Alejandro Puccio, le fils du patriarche de la famille, Archimedes Puccio.
En 2016, il avait des rôles de soutien dans les films Angelita, la doctora d'Helena Tritek, Primavera de Santiago Giralt, Era el Cielo du réalisateur brésilien Marco Dutra et La Reina de España de l'Espagnol Fernando Trueba, ce dernier étant ses débuts dans le cinéma espagnol. Cette même année, il fait ses débuts à la télévision espagnole avec un second rôle dans la série La embajada sur Antena 3.
En 2018, il a eu un rôle de soutien dans le film espagnol Netflix Les lois de la thermodynamique réalisé par Mateo Gil. Il a joué dans le film El Ángel réalisé par Luis Ortega, qui dépeint les actes criminels du tueur en série argentin Carlos Robledo Puch commis au début des années 1970; là, Chino Darín joue l'un de ses hommes de main; il a joué Mauricio Rosencof dans La noche de 12 años (Compañeros) du réalisateur uruguayen Álvaro Brechner, qui dépeint les années de prison de trois dirigeants politiques du Mouvement de libération nationale-Tupamaros pendant la dernière dictature civilo-militaire uruguayenne; et a eu un rôle de soutien dans le film espagnol Netflix Pendant la tempête réalisé par Oriol Paulo.
En 2019, il joue aux côtés de son père Ricardo Darín, Luis Brandoni et Verónica Llinás dans le film La odisea de los giles réalisé par Sebastián Borensztein et coproduit par lui-même avec son père. Le film se déroule pendant la crise de décembre 2001 en Argentine.
En 2021, il faisait partie du casting de la série argentine Netflix, El Reino avec Diego Peretti, Mercedes Morán et Peter Lanzani.

## Filmographie

### Cinéma
- 2012 : En fuera de juego de David Marqués : Gustavo César
- 2014 : Muerte en Buenos Aires de Natalia Meta : El Ganso
- 2015 : Voley de Martín Piroyansky : Nacho
- 2015 : Pasaje de vida de Diego Corsini : Miguel (jeune)
- 2015 : Uno mismo de Gabriel Arregui : Uno
- 2016 : Angelita, la doctora de Helena Tritek : Iván
- 2016 : Primavera de Santiago Giralt : Gino
- 2016 : Era el Cielo de Marco Dutra : Néstor (le rasé)
- 2016 : La Reina de España de Fernando Trueba : Leonardo Sánchez
- 2018 : Las leyes de termodinámica de Mateo Gil : Pablo
- 2018 : El Ángel de Luis Ortega : Ramón Peralta
- 2018 : Compañeros (La noche de 12 años) de Álvaro Brechner : Mauricio Rosencof
- 2018 : Durante la tormenta de Oriol Paulo :  Inspector Nicolás Lasarte Leiras
- 2019 : Heroic Losers de Sebastián Borensztein : Rodrigo Perlassi

### Télévision
- 2010 : Alguien que me quiera sur Channel 13 : Stuka
- 2011 : Los Únicos sur Channel 13 : Dante
- 2012 : Los Únicos 2 sur Channel 13 : Marco Montacuarto
- 2013-2014 : Farsantes sur Channel 13 :  Fabián Graziani
- 2015 : Viudas e hijos del rock and roll sur Telefe : Franco Pilares / Franco Bettini
- 2015 : El hipnotizador sur HBO :  Gregorio
- 2015 : Historia de un clan sur Telefe : Alejandro Puccio
- 2016 : La embajada sur Antena 3 : Carlos Guillén
- 2021 : El reino sur Netflix : Julio Clamens
- 2024 : D'une main de fer sur Netflix : Víctor Julve

### Émissions de télévision
- 2013 - 2014 : Présentateur de ESPN Redes sur ESPN2
- 2014 : Présentateur de Circuito Argentina sur América TV

### Théâtre
- 2011 : Los Kaplan : Sergio Kaplan